# Zambujeira do Mar
Zambujeira do Mar era una freguesia portuguesa del municipio de Odemira, distrito de Beja.

## Geografía
Su costa, integrada en el parque natural del Sudoeste Alentejano y Costa Vicentina, está llena de acantilados y pequeñas playas. Además de la playa central de Zambujeira, destacan Praia dos Alteirinhos, Nossa Senhora, Arquinha e Tonel.

## Historia
Pasó a considerarse freguesia el 30 de junio de 1989 (antes pertenecía a la freguesia de São Teotónio), siendo la más pequeña del municipio y encontrándose en el Alentejo.
Fue suprimida el 28 de enero  de 2013, en aplicación de una resolución de la Asamblea de la República portuguesa promulgada el 16 de enero de 2013 al pasar a formar parte de la freguesia de São Teotónio.

## Economía
Su actividad principal es el turismo, aunque también son relevantes la agricultura, la ganadería y la pesca. Alberga uno de los cuatro puertos del municipio (llamado Entrada da Barca). En los últimos años ha crecido bastante el turismo rural, surgiendo nuevas empresas en torno a la aldea.

## Festividades
En agosto tienen lugar los tres eventos más grandes del calendario de Zambujeira: La primera semana del mes el Festival do Sudoeste, el mayor de los festivales de verano del país, ubicado a varios kilómetros de la aldea; el 15 de agosto, las fiestas religiosas y la procesión dedicadas a la patrona local, Nossa Senhora do Mar; y el 29 de agosto, la feria anual.